# زيون
إنتل زيون (بالإنجليزية: Intel Xeon)‏ معالجات متعددة النوى (ثنائية، رباعية)، إن هذه المعالجات ذات التصميم متعدد النوى، هو ما يعني أنها تتضمن عدة (أدمغة) في المعالج الواحد وتوفر سرعة استجابة هائلة لمختلف الخوادم ومحطات العمل ذات الأغراض العامة.توفر سلسلة المعالجات 5300 Intel Xeon processor رباعية النوى المزيد من إمكانات التمثيل الافتراضي في أنظمة الخوادم، وبشكل يفوق أي منصة أخرى لخوادم معيارية ذات حجم أداء مرتفع، تعتمد على معالجين. فالمعالجات الجديدة توفر أداء أسرع بنحو 50% 1 داخل نفس المستوى الحراري، وبالتكلفة ذاتها، مقارنة بسلسلة المعالجات 5100 Intel Xeon processor ثنائية النواة.
لكل معالج متحكم بالذاكرة خاص به و 3 قنوات اتصال مباشر مع الذاكرة (والتي هي من نمط DDR3). إن تردد العمل الأعظمي للناقل من الذاكرة للمعالجات هي 32 GB/s (10.833 GB/s/channel). نوى المعالج تملك «خابية تتبع التنفيذ» والتي تتولى فك التشفير بشكل جزئي للتعليمات التي يمكن أن تجلب وذلك تبعا للتنفيذ الأساسي، وبالتالي يستبق دور فك تشفير التعليمات التي يمكن أن تنتج ثقوب { فقاعات } في قناة توارد التعليمات. ويرسل الحاجز (allocator) التعليمات التي تم فك تشفيرها ،أي (μ-ops)، إلى محطة الحجز الموحد والتي تستطيع أن تمرر حتى 6 μ-ops/cycle إلى وحدات التنفيذ، ويدعى مجموع ما سبق محرك التنفيذ. يمكن أن تصل عدد (μ-ops) في المسار حتى 128 في أي لحظة.
الآن ومع تردد عمل أعلى وذواكر خابية أكبر أصبح بالإمكان تسريع المعالجة بنسبة أكبر من 30% لبعض البرامج. 
كما يحتوي المعالج على تقنية فعالة وقوية وتدعى (TURBO MODE). وهذه التقنية تعني أن دور الساعة يمكن أن يرتفع من قيمته الاسمية (2.93 GHz على أفضل تقدير) بخطوة تبلغ 133 MHz حتى تصل لأكثر من 3 GHz ما لم يُتجاوز الظرف الحراري للرقاقة، إذن عندما تكون بعض النوى خاملة نسبيا النوى الأخرى تتخذ الأفضلية بالعمل على تردد ساعة أعلى.
على الرغم من معالجات Intel Xeon لم يتم تطبيقها في أنظمة موازية متكاملة في هذه الأيام، لكنها تلعب 
دور رئيسي في المجتمع العنقودية حيث الغالبية من العقد حساب في بياولف كتل هي من هذا النوع.
| بعض مزايا سلسلة معالجات Intel Xeon               | |
| ------------------------------------------------ | --- |
| معمارية إنتل المصغرة من الجيل التالي             | تتكيف معمارية إنتل المصغرة من الجيل التالي مع كثافة المهام فتزيد تردد المعالج آلياً لتقديم أداء أعلى |
| تقنية تعزيز السرعة Intel® Turbo Boost            | يمكن تحسين الأداء بتقنية تعزيز السرعة Intel® Turbo Boost ، وذلك بزيادة تردد المعالج وإتاحة سرعات أعلى عندما تسمح الظروف بذلك |
| تقنية الطاقة الذكية Intel® Intelligent Power     | تخفض تكاليف الطاقة مع تقليل الأثر على الأداء إلى الحد الأدنى وذلك بوضع المعالج والذاكرة آلياً في أدنى حالة طاقة متاحة |
| بوابات الطاقة المدمجة                            | يتم تخفيض طاقة النوى الخاملة كلاً على حدة إلى ما يقارب الصفر وبشكل مستقل عن النوى الأخرى العاملة |
| تقنية تسريع الدخل/الخرج Intel® I/O AccelerationΔ | تنقل البيانات بكفاءة أعلى فتوفر أداء شبكياً سريعاً وقابلاً للتدرج وموثوقاً القدرة على تخفيض أعباء المعالج الإضافية بشكل كبير، ما يحرر الموارد لاستخدامها في نشاطات أكثر أهمية                                                                                         |
| مستويات مطورة من الموثوقية وقابلية الإدارة       | تجتمع العديد من خصائص ضابط الذاكرة، مع خصائص PCI Express* RAS، للمساعدة في تحسين موثوقية المنصة مقارنة بمنصات الجيل السابق ومن المزايا الجديدة ناقل نظام مع شيفرة تصحيح الأخطاء (ECC)، وتقنيات جديدة لتكرار محتويات الذاكرة وتركيب تجهيزات الدخل/الخرج على الساخن |

- وبعض الخصائص الأخرى
- Intel Hyper-Threading Technology

تسمح للعديد من خطوط المعالجة المنفذة لتطبيق ما أن تكون في نفس الوقت داخل كل نواة في كل معالج خط أو خطين على الأكثر في كل نواة أي ثمانية خطوط في رباعي
- Intel® QuickPath Technology

يتميز معالج زيون بحزمة نقل 25.6 GB/s.
لتحقيق السرعة نحتاج إلى المعالجة الأسرع بالإضافة إلى حزمة نقل (الذاكرة –معالج)كافية لنقل البيانات إلى المعالج والمعالجات زيون من انتل سلسلة من المعالجات التي اعتمدت هذه التقنية .
ملاحظة
استخدم عدد كبير من الكاش المستوى الثالث التي تعزز الأداء بحيث يستطيع المعالج زيون الاستفادة منها للحصول على المعطيات خلال 10 أدوار ساعة أو أقل.